# 初等関数
初等関数（しょとうかんすう、英: Elementary function）とは、以下の一変数関数、及びこれらの関数を有限回合成して得られる合成関数の総称である。
- 代数関数
- 指数関数・対数関数
- 三角関数・逆三角関数

初等関数のうち、代数関数でないものを初等超越関数という。
指数関数によって定義される双曲線関数・逆双曲線関数は初等関数である。
初等関数の微分（導関数）は初等関数である。

## 初等関数ではない関数
ガンマ関数、楕円関数、ベッセル関数、誤差関数などは初等関数でない。

### 初等関数になるとは限らない関数の例
初等関数の不定積分や初等関数を用いた微分方程式の解などは一般には初等関数にはならない。
初等関数の逆関数は必ずしも初等関数になるとは限らない（例えばランベルトのW関数）。

## 初等関数の例
- 定数関数、冪関数、多項式関数、有理関数
- 指数関数、対数関数、三角関数、逆三角関数
- 双曲線関数、逆双曲線関数